# فيكتور هوغو دياز
فيكتور هوغو دياز (بالإسبانية: Víctor Hugo Díaz) هو موسيقي وملحن أرجنتيني، ولد في 10 أغسطس 1927 في سانتياغو ديل استيرو في الأرجنتين، وتوفي في 23 أكتوبر 1977 في بوينس آيرس في الأرجنتين.

## وصلات خارجية
- فيكتور هوغو دياز على موقع ميوزك برينز (الإنجليزية)
- فيكتور هوغو دياز على موقع ديسكوغز (الإنجليزية)